# Dillapiol
A dillapiol egy illóolajkomponens. Általában a kaporból vonják ki, de sok más növényben is megtalálható, pl.: a skóciai lestyán, koriander, rómaikömény, édeskömény, feketecsalán, petrezselyem, kubéba-bors.

## Fordítás
Ez a szócikk részben vagy egészben  a   Dillapiole című angol Wikipédia-szócikk fordításán alapul.  Az eredeti cikk szerkesztőit annak laptörténete sorolja fel. Ez a jelzés csupán a megfogalmazás eredetét és a szerzői jogokat jelzi, nem szolgál a cikkben szereplő információk forrásmegjelöléseként.

## Külső hivatkozások
1. ↑  Héthelyi B. Éva, Galambosi Bertalan: Ligusticum Scoticum L. illóolaj összetételének meghatározása GC, GC/MS módszerrel Archiválva 2005. május 11-i dátummal a Wayback Machine-ben
2. ↑  Liber Herbarum

## Lásd még
- Miriszticin
- Apiol